# Brayan Martínez
Brayan Adán Martínez Arizpe (ur. 22 stycznia 1990 w Monterrey) – meksykański piłkarz występujący na pozycji napastnika, obecnie zawodnik Puebli.

## Kariera klubowa
Martínez pochodzi z Monterrey i jest wychowankiem tamtejszego klubu CF Monterrey. Do seniorskiej drużyny został włączony jako dwudziestolatek przez szkoleniowca Víctora Manuela Vuceticha i w pierwszym zespole zadebiutował 21 kwietnia 2010 w przegranym 0:2 meczu z paragwajskim Nacionalem w ramach rozgrywek Copa Libertadores. Nie potrafił jednak wywalczyć sobie miejsca w wyjściowym składzie, mając za konkurentów graczy takich jak Humberto Suazo czy Aldo de Nigris. Równocześnie udanie radził sobie w rozgrywkach ligi meksykańskiej do lat 20, której został królem strzelców w 2010 roku. Na początku 2011 roku został wypożyczony do ekipy Puebla FC, w której barwach zadebiutował w meksykańskiej Primera División; 9 stycznia 2011 w zremisowanej 1:1 konfrontacji z Guadalajarą.
| Sezon     | Klub         | Kraj   | Rozgrywki        | Mecze | Bramki |
| --------- | ------------ | ------ | ---------------- | ----- | ------ |
| 2009/2010 | CF Monterrey | Meksyk | Primera División | 0     | 0      |
| 2010/2011 | CF Monterrey | Meksyk | Primera División | 0     | 0      |
| 2010/2011 | Puebla FC    | Meksyk | Primera División | 8     | 0      |
| 2011/2012 | Puebla FC    | Meksyk | Primera División | 13    | 0      |
| 2012/2013 | Puebla FC    | Meksyk | Primera División |       |        |